# Blechnoideae
Blechnoideae,  potporodica papratnica u redu osladolike; dio porodice Blechnaceae. Ime je došlo po rodu rebrača (Blechnum)

## Rodovi
1. Struthiopteris Scop. (3 spp.)
2. Brainea J. Sm. (1 sp.)
3. Spicantopsis Nakai (3 spp.)
4. Sadleria Kaulf. (6 spp.)
5. Cleistoblechnum Gasper & Salino (1 sp.)
6. Blechnidium T. Moore (1 sp.)
7. Blechnopsis C. Presl (2 spp.)
8. Lomaridium C. Presl (16 spp.)
9. Lomaria Willd. (7 spp.)
10. Icarus Gasper & Salino (1 sp.)
11. Cranfillia Gasper & V. A. O. Dittrich (23 spp.)
12. Blechnum L. (24 spp.)
13. Austroblechnum Gasper & V. A. O. Dittrich (34 spp.)
14. Neoblechnum Gasper & V. A. O. Dittrich (1 sp.)
15. Oceaniopteris Gasper & Salino (8 spp.)
16. Doodia R. Br. (19 spp.)
17. Diploblechnum Hayata (6 spp.)
18. Lomariocycas J. Sm. (17 spp.)
19. Parablechnum C. Presl (66 spp.)